# Pirttijärvi (sjö i Finland, Kajanaland, lat 65,02, long 28,83)
Pirttijärvi är en sjö i Finland. Den ligger i kommunen Suomussalmi i landskapet Kajanaland, i den centrala delen av landet, 600 km norr om huvudstaden Helsingfors. Pirttijärvi ligger 209,1 meter över havet. Den är 19,19 meter djup. Arean är 5,54 kvadratkilometer och strandlinjen är 21,52 kilometer lång. Sjön  ingår i Uleälvens huvudavrinningsområde. 